# تروی (اوهایو)
تروی(به انگلیسی: Troy) شهری در ایالت اوهایو کشور ایالات متحده آمریکا است که جمعیت آن در سرشماری سال ۲۰۱۰ میلادی، ۲۵٬۰۵۸ نفر بوده‌است.